# Carl Ernst August Weihe
Carl Ernst August Weihe  (Mennighüffen 1779 - Herford, 1834) fue un botánico y médico alemán.
Realizó sus estudios universitarios de Medicina y de Farmacia en Halle. Fue practicante en Lüttringhausen (cerca de Remscheid), luego en Bünde, Mennighüffen para finalmente cerrar su carrera en Herford, donde fallecerá.
Fue un importante estudioso del género Rubus 
- La abreviatura «Weihe» se emplea para indicar a Carl Ernst August Weihe como autoridad en la descripción y clasificación científica de los vegetales.[1]

Realizó unas 160 identificaciones y clasificaciones de nuevas especies, las que publicaba habitualmente en : Prod. Fl. Monast.; Flora; Enum. Pl. Kunth; Archiv Apoth.; Ic. Pl. Crit.; Consp. Fl. Eur.; Fl. Germ. Excurs; Syll. Ratisb.; Kicksia; Ill. Fl. Deutschland; Linnaea; Natural.; Comp. Fl. Belg.; Oesterr. Bot. Z.; Deut. Brombeerstr.; Nomencl. Bot., ed. 2 Steud.; Comp. Fl. German.; Lej. & Court. Comp. Fl. Belg.; Rev. Fl. Spa

## Honores
En su honor se nombró al género Weihea Spreng. 1825 de las Rhizophoraceae.

## Fuente
- Gries, B. 1978. Leben und Werk des westfälischen Botanikers Carl Ernst August Weihe. Abh. Landesmus. Naturk. Münster i. Westf. 40 (3): 1-45